# Charles Adriaan van Ophuijsen
Charles Adriaan van Ophuijsen (ur. 31 grudnia 1854 w Solok na Sumatrze, zm. 15 lutego 1917) – holenderski językoznawca, badacz języka malajskiego i innych języków austronezyjskich.
Napisał książkę Kitab Logat Melajoe, poświęconą językowi malajskiemu, i opracował system ortografii, który w 1901 roku został oficjalnie uznany przez holenderskie władze kolonialne w Indonezji. Do 1947 roku ortografia ta funkcjonowała jako system zapisu języka indonezyjskiego.
Zajmował się także językami batackimi i minangkabau.